# Gaston Tremblay (député québécois)
Pour les articles homonymes, voir Tremblay et Gaston Tremblay (homonymie).
Gaston Tremblay, né à Québec le 16 avril 1924 et mort dans cette ville le 11 juillet 1998, fils de Joseph Tremblay, télégraphiste, et de Marie-Anna Cazeau, est un médecin et un homme politique québécois,.

## Biographie
Il fait ses études classiques à l’Externat classique Saint-Jean-Eudes  à Québec et son cours de médecine à l’Université Laval.
Il pratique la médecine à Beauport. Il est maire de cette ville de 1961 à 1970.
Gaston Tremblay est candidat de l’Union nationale défait dans la circonscription de Québec à l’élection générale québécoise de 1962 ; il est toutefois élu député de ce parti dans Montmorency à l’élection de 1966 et désigné whip adjoint de 1966 à 1968. II devient ensuite député indépendant le 30 octobre 1968, se joint au Parti nationaliste chrétien, puis au Ralliement créditiste en 1969.
Opposé à la loi 63 sur la langue d’enseignement, il participe, avec les députés Antonio Flamand, Jérôme Proulx, René Lévesque, Yves Michaud, au filibuster mené contre cette loi en octobre et novembre 1969.
Candidat du Ralliement créditiste du Québec défait dans Montmorency à l’élection générale de 1970, il devient président de l’exécutif du parti, alors présidé par Camil Samson. Il est aussi candidat défait du Parti créditiste, alors présidé par Yvon Dupuis, à l’élection générale de 1973.
Il s'est présenté comme candidat à la mairie de la défunte ville de Beauport en 1984 mais a été défait par le dernier maire de Beauport, Jacques Langlois devenu maire jusqu'au fusion avec la ville de Québec où M. Langlois est devenu président de l'arrondissement de Beauport avant de devenir président de la Commission de la capitale nationale du Québec.